# Bazální tělesná teplota

Schéma menstruačního cyklu, zachycující změnu křivky bazální teploty mezi folikulární a luteální fází cyklu.

Bazální tělesná teplota (BTT) je tělesná teplota měřená po dostatečně dlouhé době tělesného klidu (například po klidném nočním spánku). Měří se bezprostředně po probuzení a před jakoukoli fyzickou aktivitou. Používá se vždy stejný teploměr, který se po dobu pěti minut vkládá do pochvy, konečníku či úst (vždy na stejné místo). Za tímto účelem lze použít speciální bazální teploměr, který je kalibrován po desetinách stupně, či digitální teploměr.
Slouží například ke zjištění ovulace, neboť v závislosti na fázi menstruačního cyklu se teplota v pochvě mění. Podle Kelnarové se teplota v pochvě „při pravidelném cyklu pohybuje 1.–14. den po menstruaci v rozmezí 36,3–36,8 °C. V době ovulace (zpravidla po 14 dnech menstruačního cyklu) se teplota v malé pánvi a pochvě zvyšuje nad 37 °C.“
Bazální teplotu však může ovlivnit řada faktorů, mezi něž se řadí například nemoc, špatný spánek, večerní konzumace alkoholu a pozdní ulehání či spaní pod elektrickou přikrývkou.